# أنطون برادي
أنطون برادي (بالإنجليزية: Anthony Brady)‏ (7 فبراير 1992 - ) هو مدرب كرة قدم ولاعب كرة قدم بريطاني في مركز الوسط. لعب مع نادي سانت ميرين.

## وصلات خارجية
- أنطون برادي على موقع قاعدة بيانات كرة القدم.إي يو (الإنجليزية)
- أنطون برادي على موقع Soccerbase.com (لاعب) (الإنجليزية)